# Eugeniusz Jaryczewski
Eugeniusz Jaryczewski (ur. 31 marca?/12 kwietnia 1894 w Odessie, zm. 4 czerwca 1948) – polski filmowiec, rotmistrz Wojska Polskiego.

## Życiorys
W 1921 roku w stopniu porucznika służył w 9 Pułku Strzelców Konnych im. gen. Kazimierza Pułaskiego, pełniąc funkcję dowódcy 2. szwadronu. W drugiej połowie lat 20. XX wieku zajął się produkcją filmów propagandowych, dokumentalnych oraz instruktażowych. W większości realizował je na potrzeby Wojska Polskiego, działając na zlecenie Wojskowego Instytutu Naukowo-Oświatowego. Łącznie, w latach 1928–1929 zrealizował ok. 20 produkcji. Eksperymentował również z filmem animowanym.

Po zakończeniu II wojny światowej wszedł w skład zespołu Przedsiębiorstwa Państwowego Film Polski, również zajmując się tworzeniem filmów dokumentalnych i propagandowych. W 1945 roku wraz z Sewerynem Kruszyńskim zrealizował pierwszą produkcję Przedsiębiorstwa – propagandowy dokument „Wieś i miasto”. W latach 1945–1948 jako reżyser, scenarzysta i montażysta zrealizował dziesięć filmów o tematyce związanej głównie z industrializacją kraju.